# Kloroplast
Kloroplast ali klorofilno zrno je celični organel zelenih alg in višjih rastlin. Dolg je 2-8 µm. Pri višjih rastlinah ima obliko zrnc. V njih poteka fotosinteza. Ločimo dve vrsti reakcij v procesu fotosinteze:
svetlobne reakcije fotosinteze (potekajo na tilakoidi),
temotne reakcije fotosinteze (potekajo v stromi).

## Zgradba
Kloroplast je dvomembranska struktura celice oziroma plastid. Podobno kot pri živalski celici mitohondrij tudi kloroplast obdajata dve celični membrani (notranja in zunanja) in ima svojo lastno dednino. V notranjosti se nahaja stroma (matriks), v katero se zajeda tilakoidna membrana ter tvori sploščene cisternaste tvorbe - tilakoide. Tilakoidna membrana izvira iz notranje mebrane kloroplasta. Tilakoide, nanizane ena nad drugo, tvorijo granume. V tilakoidni membrani se nahajajo številni pigmenti, zlasti pa zeleno barvilo klorofil. Zaradi klorofila so granumi močno zeleno obarvani. Pigmenti vsrkajo določene valovne dolžine svetlobe; prejeta energija se iz svetlobne pretvori v kemijsko - iz ADP-ja se tvori ATP. ATP je poglaviten vir energije v celičnih procesih.

## Evolucijski izvor
Glede izvora kloroplastov obstaja endosimbiotska teorija - torej kloroplasti (kot tudi mitohondriji) naj bi bili prvotno samostojne bakterije, ki jih je celica privzela z endocitozo. Kloroplasti naj bi izvirali iz cianobakterij. Notranja membrana kloroplasta naj bi izvirala iz bakterijske celične membrane, zunanja membrana pa iz rastlinske celice, ki je med endocitozo obdala cianobakterijo. Tudi kloroplastna DNK spominja na dednino cianobakterij, vendar je v kloroplastu genom močno zreduciran - cianobakterije v svojem genskem zapisu vsebujejo okoli 1500 genov, medtem ko kloroplastna dednina le do 100 genov. Mnogi geni, ki jih je kloroplastna DNK izgubila, pa se nahajajo v celičnem jedru - torej je najbrž prišlo do prenosa dela genskega zapisa iz plastida v celično jedro.